# Calliano (Asti)
Pour les articles homonymes, voir Calliano.
Calliano est une commune italienne d'environ 1 600 habitants située dans la province d'Asti, dans la région Piémont, dans le Nord-Ouest de l'Italie.

## Administration
| Période                                  | Période | Identité     | Étiquette | Qualité |
| ---------------------------------------- | ------- | ------------ | --------- | ------- |
|                                          |         | Alfredo Poli |           |         |
| Les données manquantes sont à compléter. |         |              |           |         |

### Communes limitrophes
Alfiano Natta, Asti, Castagnole Monferrato, Castell'Alfero, Grana, Penango, Portacomaro, Scurzolengo, Tonco.